# Kubán Endre (újságíró, 1909–1991)
Ifjabb Kubán Endre, (Resicabánya, 1909. április 5. – Temesvár, 1991. március 1.) magyar újságíró, szerkesztő, író, idősebb Kubán Endre fia.

## Életútja
Székelyudvarhelyen érettségizett (1927). Újságírói pályáját a temesvári Déli Hírlapnál kezdte, a Brassói Lapok bánsági tudósítója (1930-32), a 6 Órai Újság, Új Század, majd 1941-42-ben a temesvári Magyar Hírlap munkatársa.
Elbeszéléseit, riportjait, beszámolóit a Független Újság és a Keleti Újság is közölte. 1944 őszétől az Magyar Népi Szövetség (MNSZ) közművelődési munkáját irányította Temes megyében. Részt vett az Arany János Társaság újjászervezésében és a Bánsági Magyar Írók Antológiája (1946) szerkesztésében. 1948-tól 1952-ig a temesvári Szabad Szó, 1949-50-ben a Bánsági Írás belső munkatársa. Az Írószövetség temesvári fiókjának titkára, a Bánsági Üzenet (1957) és a Bánáti Tükör (1961) c. kiadványok szerkesztője. Gondozásában jelent meg az Egy szelet fény (Temesvár, 1967) c. antológia. 1969-ben vonult nyugalomba.
Szociográfiai fogantatású riportjait 1932-ben Ismeretlen Erdély c. alatt saját költségén kötetben is kiadta, bemutatva a gazdasági válság csapásai alatt sínylődő resicai és zsilvölgyi proletárok, a bankuzsora fojtogatta bánsági parasztok sanyarú életét. A gyűjtemény megdöbbentő adataival keltett feltűnést. Az író az 1930-as évek második felében utazást tett Csehszlovákiában, s beszámolójával felhívta a figyelmet a fenyegető fasiszta veszélyre.
Az 1940-es évek elején kiadott ismeretterjesztő munkái tankönyv-pótló szerepet töltöttek be Dél-Erdélyben. Bírálója, Vita Zsigmond azonban nagyobb szakmai pontosságot követelt az Irodalmi kiskáté megjelenésekor.
Vázlatos voltában is népszerűsítő jelentőségű volt a Petőfi-kultusz körébe sorolható szerelmi regénye s Fráter György emlékét idéző történelmi visszapillantása is. Ebben az időszakban a Havi Szemle munkatársa.
1944 után Tüzes trón c. folytatásos regénye a Szabad Szóban Dózsa Györgynek, az MNSZ pályázatán díjat nyert Utolsó találkozás c. színdarabja Szabó Árpádnak, a MADOSZ vértanújának (Művelődés 1972/5), a Dolgozó Nő, Orizont, Szabad Szó hasábjain Ocskó Teréznek és Ștefan Plăvețnak, az antifasiszta harc e két áldozatának állított emléket. Számos írásában (Utunk, Korunk, Művelődés) foglalkozott a román-magyar kulturális kapcsolatokkal.

## Kötetei
- Ismeretlen Erdély (Temesvár, 1932)
- Irodalmi kiskáté (Temesvár, 1941)
- Reszket a lelkem, mert eszembe jutottál... (regény Petőfi és Szendrey Júlia szerelméről, Temesvár, 1941)
- A szőrösfülű barát (regény Martinuzziról, Temesvár, 1942)
- Korok és emberek (esszégyűjtemény, Temesvár, 1946)
- Egy szelet fény; szerk. Kubán Endre, sajtó alá rend. Mária Herberescu; Bánát Tartományi Néptanács, Temesvár, 1967
- Hősök... kortársak (portrék, Temesvár, 1983)

## További irodalom
- Méliusz József: Újságírók a baloldalon. Korunk, 1933/2.
- Vita Zsigmond: A romániai magyar könyvkiadás újabb szakasza. Déli Hírlap, 1941. június 9.
- Puhala Sándor: Bírálat többek kívánságára. Déli Hírlap, 1942. június 22.
- Izsák László: Csendes köszöntő. Szabad Szó, 1969. április 20.
- Pongrácz P. Mária: Egy ember a betű rengetegén. Temesvári Új Szó, 1991. március 9.